# Eustrotia sagitta
Eustrotia sagitta là một loài bướm đêm trong họ Noctuidae.